# チンギル県
チンギル県（チンギルけん）は、中華人民共和国新疆ウイグル自治区イリ・カザフ自治州アルタイ地区に位置する県。県人民政府の所在地は青河鎮。

## 行政区画
5鎮、3郷を管轄：
- 鎮：チンギル鎮（シンギル鎮、青河鎮）、タイケシケン鎮（塔克什肯鎮）、アラルテョベ鎮（阿熱勒托別鎮）、アギダラ鎮（阿格達拉鎮）、アラル鎮（阿熱勒鎮）
- 郷：サルトカイ郷（サルトガイ郷、薩爾托海郷）、チャガンゴル郷（シャガンゴル郷、査干郭勒郷）、アガシ・オボ郷（アガショボ郷、阿尕什敖包郷）